# PKI
PKI (на английски: public key infrastructure) – на български се среща като „инфраструктура на публичния ключ“, „инфраструктура с публичен ключ“, „публична ключова идентификация“ – е технология за проверка на автентичността на електронен документ с помощта на публичен ключ. Това е съвкупността от хардуер, софтуер, хора, политики и процедури, необходими за издаването, управлението, разпределението, използването, съхранението и отнемането на цифрови сертификати.
В криптографията PKI е споразумението, което свързва определен публичен ключ с идентичността на неговия собственик (титуляр) с помощта на сертифициращ орган (на английски: Certificate Authority или CA). Еднозначността на свързването се гарантира от сертифициращия орган чрез строго установен процес на регистрация и издаване на цифровия сертификат (политики за предоставяне на удостоверителни услуги), което може да става както от софтуер, така и от човек. Органът, който осигурява тази еднозначна свързаност, се нарича регистриращ орган (на английски: Registration Authority или RA) и представлява звено на сертифициращия орган (това може и да е упълномощена външна организация), осъществяващо дейностите по приемане, проверка, одобряване или отхвърляне на исканията за издаване на сертификати. Друг участник в PKI е проверяващият орган (на английски: Vertification Authority или VA). В издадения от сертифициращия орган сертификат с публичен ключ са кодирани редица атрибути като идентичност на титуляра, самият публичен ключ, тяхната връзка, условията за валидност и др. по начин, който гарантира че не могат да бъдат фалшифицирани.
PKI се използва за автентикация на участника в трансакцията – дали той е този, за който се представя. Това е от особено значение например в интернет, тъй като там липсва стандартен механизъм за проверка на идентичността на участниците. Чрез използването на PKI е възможно въвеждането на концепция за неотхвърляне (признаване) на интернет базирани трансакции.